# Клуб разбитых сердец: Романтическая комедия
«Клуб разбитых сердец: Романтическая комедия» (англ. The Broken Hearts Club: A Romantic Comedy) — американская комедия 2000 года, поставленная Грегом Берланти по собственному сценарию.
Картина стала первым полнометражным фильмом, снятым Берланти. Фильм получил положительные отзывы критиков за правдивое изображение мужчин-гомосексуалов. Картины затрагивает такие важные темы, как гей-отношения, принятие обществом, отношения с семьёй, проблемы каминг-аута, СПИДа, но в отличие от других картин ЛГБТ-тематики они не отображаются стереотипно.

## Сюжет
Фильм рассказывает о группе друзей-геев, проживающих в Западном Голливуде. Фотограф Дэннис удерживает компанию вместе. Красавец-актёр Коул уводит парней у своих друзей. Самый молодой из них Бенджи испытывает тягу к мужчинам спортивного телосложения и проходит через непростые времена. Студент Хоуи слишком много анализирует ситуации, в которых оказывается. Патрик — самый циничный среди друзей. Тейлор переживает из-за длительных отношений с партнёром, которые подходят к концу. Владелец ресторана Джек всегда готов дать дружеский совет и помочь молодым людям. Но неожиданно происходит несчастье, в результате которого 23-летний Кевин пытается влиться в компанию и подвергает дружбу героев серьёзной проверке.

## В ролях
| Актёр          | Роль   |
| -------------- | ------ |
| Тимоти Олифант | Деннис |
| Дин Кейн       | Коул   |
| Зак Брафф      | Бенджи |
| Мэтт МакГраф   | Хоуи   |
| Бен Вэбер      | Патрик |
| Билли Портер   | Тейлор |
| Джон Махони    | Джек   |
| Эндрю Киган    | Кевин  |

В небольших ролях также снялись Ниа Лонг, Мэри МакКормак, Чарли Уэбер, Джастин Теру и Керр Смит, которого Берланти знает со времён работы над сериалом «Бухта Доусона». Грег попросил Смита сняться в небольшой роли, специально написанной для него.

## Производство
Грег Берланти написал сценарий фильма, основываясь на событиях из своей жизни и жизни своих знакомых. Отношения Хоуи и Маршалла являются автобиографическими и основываются на романе Берланти с его возлюбленным. Рабочее название картины — «Лига разбитых сердец» (англ. The Broken Hearts League) и «8x10» — именно так называла сестра Берланти парня, с которым он встречался.
Съёмки проходили в Лос-Анджелесе и Западном Голливуде на протяжении 20 дней с предположительным бюджетом $1 млн. Сцены в ресторане снимались на Лонг-Бич. Съёмки в магазине проходили «Laurel Hardware Company» в Западном Голливуде — ресторан был закрыт в 2009 году. Съёмки в больнице проходили на территории заброшенного госпиталя, где съёмочная группа проводила уборку перед началом съёмок.
Дистрибуцией картины занимались компании «Sony Pictures Entertainment» и «Sony Pictures Classics», а производством — «Banner Entertainment» и «Meanwhile Films».

## Релиз
Премьера фильма состоялась 29 января 2000 года на фестивале в Санденсе. В ограниченный прокат картины вышла 29 сентября того же года.

### Кассовые сборы
В первые выходные во время показа в семи кинотеатрах фильм собрал $109 694. Через две недели показатели добрались до отметки $153 468, когда прокат расширили до 28 экранов, а неделю спустя сборы составили $175 553 на 56 экранах. На восьмой неделе проката фильм показывался уже в 62 кинотеатрах. Общие сборы в США составили $1 746 585 спустя 12 недель проката.
Также фильм выходил в прокат в некоторых странах в 2001 года, а также показывался на различных фестивалях гей и лесби-сообществ. Сборы за рубежом составили $27 536. В итоге картина собрала $2 019 121.

### Критика
На сайте Rotten Tomatoes фильм набрал 62 % и собрал положительные отзывы критиков из общего количества 26, со средним баллом
5.9 из 10. На Metacritic картина набрала 51 % на основе 17 обзоров.
Роджер Эберт присвоил фильму три звезды из четырёх, отмечая «позитивность и простоту обыкновенность персонажей и их разговоров». Эберт отметил, что «вместе гнева (если верить анализу по Фрейду, отчаяния и ненависти к себе) новое поколение актёров звучит, как ансамбль ситкома, произносящий забавные шутки и смазанные трюизмы». Пол Клинтон с CNN оценил, что фильм сфокусирован на универсальных вещах — «любви, принятии и семье», а не проблемах СПИДа, каминг-аута и секса. Клинтон отнёс фильм к «реминисценции классических фильмов о различных типах дружбы», назвав его «добрым, сердечным и выдающимся фильмом, понятным каждлму, у кого есть друзья и семья».
Мик ЛаСалль из «San Francisco Chronicle» назвал персонажей скучными. Боб Лонгино из «The Atlanta Journal-Constitution» отметил, что иногда фильм «бывает забавным, иногда скучным». Джон Несбит из «Old School Reviews» отметил, что «картина уделяет много внимания персонажам и их исполнению», при этом показывая «пустоту сюжета» — как бы там ни было, «самая сильная сторона картины в том, что она довольно обычная».

### Награды
| Год  | Организация                | Премия             | Номинация                                 | Результат |
| ---- | -------------------------- | ------------------ | ----------------------------------------- | --------- |
| 2001 | ГЛААД                      | GLAAD Media Awards | Выдающаяся картина в ограниченном прокате | Победа    |
| 2001 | Casting Society of America | Artios Awards      | Лучший кастинг в независимом кино         | Номинация |

## Продукция

### Выход на видео
Фильм поступил в продажу на DVD в первом регионе 6 марта 2001 года, издатель — «Sony Pictures». Во втором регионе картина вышла 5 ноября.

### Саундтрек
Музыку к фильму написал канадский композитор Кристоф Бек. Также в фильме было использовано множество песен группы The Carpenters, исполненных певицей Мэри Бет Мациарц. Лейбл «WILL Records» (позже переименованный в «Lakeshore Records») выпустил альбом 19 сентября 2000 года.
1. «Love Machine, Part 1» — The Miracles
2. «From Here To Eternity» (radio edit) — Джорджо Мородер vs. Danny Tenaglia
3. «Let The Music Play» (Junior Vasquez Mix) — Shannon
4. «Beg For It» (Mad Tizzy Mix) — Barry Harris
5. «Time For Love» — Kim English
6. «Share My Joy» — GTS feat. Лолитта Холлоуэй
7. «Learn2Love» — Kim English
8. «Young Hearts Run Free» — Kym Mazelle
9. «(They Long To Be) Close To You» — Mary Beth Maziarz
10. «We’ve Only Just Begun» — Mary Beth Maziarz